# Lamar Hunt U.S. Open Cup 2024
La U.S. Open Cup 2024 fue la edición número 109 de la U.S. Open Cup, una competición a eliminación directa en el fútbol estadounidense organizada por la Federación de Fútbol de los Estados Unidos. Esta edición se disputó desde el 19 de marzo hasta el 25 de septiembre de 2024.
Esta edición contó con 95 clubes y Houston Dynamo partió como el campeón defensor.
El 15 de diciembre de 2023, la Major League Soccer anunció que sus equipos no participarían en la edición 2024 de la US Open Cup debido a la congestión de partidos. Este habría sido el primer año desde su inicio en el que los equipos de la MLS no participarían en el torneo. La liga tenía la intención de enviar equipos de reserva de MLS Next Pro en su lugar, pero la solicitud fue denegada por la Federación de Fútbol de los Estados Unidos el 20 de diciembre. A mediados de febrero, las dos partes llegaron a un acuerdo según el cual la MLS enviará algunos, pero no todos, de sus equipos a la Open Cup de 2024, y se están llevando a cabo conversaciones para encontrar una solución a largo plazo en 2025 y más allá. El 1 de marzo de 2024, se anunció el formato oficial, con ocho equipos titulares de la MLS y nueve equipos de reserva de MLS Next Pro participando. Esta es la primera edición de la US Open Cup desde 2011 en la que algunos equipos de la MLS no participaron en la competencia y la primera desde 2015 en la que participaron equipos de reserva de la MLS. Con la excepción del Houston Dynamo FC, los ocho equipos de la MLS que se clasificaron para la Copa de Campeones de la CONCACAF 2024 no participaron, y los siguientes siete clubes con base en Estados Unidos mejor calificados de la clasificación de la MLS 2023 alinearán a sus primeros equipos, mientras que el resto de los clubes de la MLS alinearán a su equipo MLS Next Pro (a excepción del DC United, que no tiene un equipo MLS Next Pro).
El ganador del torneo fue Los Angeles FC que derrotó en la final al Sporting Kansas City, logrando su primer título en la competición. Sporting Kansas City logró la clasificación a la Copa de Campeones de la Concacaf 2025, debido a que Los Angeles FC ya se había clasificado como subcampeón de la Leagues Cup 2024.

## Calendario
| Ronda            | Fecha de sorteo | Fechas de partidos | Equipos que entran | Total de equipos |
| ---------------- | --------------- | ------------------ | --- | ---------------- |
| Primera ronda    | 1 de marzo      | 19–21 de marzo     | 11 equipos de la Clasificación local amateur Campeón de la Copa Nacional Aficionada Campeón de la UPSL 8 equipos de la NPSL 11 equipos de la USL League Two 12 equipos de la USL League One 8 equipos de la NISA 11 equipos de la MLS Next Pro | 63               |
| Segunda ronda    | 22 de marzo     | 2–3 de abril       | 32 ganadores de la primera ronda | 63               |
| Tercera ronda    | 4 de abril      | 16–17 de abril     | 16 ganadores de la segunda ronda 16 equipos del USL Championship | 79               |
| Cuarta ronda     | 18 de abril     | 7–8 de mayo        | 16 ganadores de la tercera ronda 8 equipos del USL Championship 8 equipos de la Major League Soccer | 95               |
| Octavos de final | 18 de abril     | 21–22 de mayo      | 16 ganadores de la cuarta ronda | 95               |
| Cuartos de final | 22 de mayo      | 9–10 de julio      | 8 ganadores de los octavos de final | 95               |
| Semifinales      | 22 de mayo      | 27-28 de agosto    | 4 ganadores de los cuartos de final | 95               |
| Final            |                 | 25 de septiembre   | 2 ganadores de las semifinales | 95               |

## Equipos participantes

### Tabla
| Entrantes en Primera ronda | Entrantes en Primera ronda | Entrantes en Primera ronda | Entrantes en Tercera Ronda | Entrantes en Cuarta ronda | Entrantes en Cuarta ronda |
| Open Division | Open Division | Division III | Division II | Division II | Division I |
| USCS/USASA/USSSA 13 equipos | NPSL/USL2 19 equipos | MLS Next Pro/NISA/USL1 31 equipos | USL Championship 24 equipos | USL Championship 24 equipos | MLS 8 equipos |
| National Amateur Cup - SC MesoAmerica (Cal South State Cup) UPSL Spring Champions - AS Frenzi Local Qualifiers - Azteca FC (CPL) - Brockton FC United (UPSL) - Chicago House AC (MWPL) - Christos FC (MSSL) - FC America CFL Spurs (UPSL) - FC Folsom (UPSL) - Foro SC (UPSL) - Irvine Zeta FC 2 (UPSL) - Miami United FC (USSL) - South Carolina United Heat (UPSL) - Vereinigung Erzgebirge (USL-P) | NPSL - Apotheos FC - Duluth FC - El Farolito SC - FC Motown - Lubbock Matadors SC - Steel City FC - Tulsa Athletic - West Chester United SC USL2 - Asheville City SC - Ballard FC - Brave SC - Chicago City SC - Des Moines Menace - Hudson Valley Hammers - NoVa FC - Redlands FC - South Carolina United FC - Vermont Green FC - Western Mass Pioneers | MLS Next Pro - Austin FC II - Carolina Core FC - Chattanooga FC - Chicago Fire FC II - Colorado Rapids 2 - Crown Legacy FC - Minnesota United FC 2 - New York City FC II $ - New York Red Bulls II - Portland Timbers 2 - Ventura County FC NISA - Arizona Monsoon FC - Georgia Lions FC - Capo FC - Club de Lyon - Irvine Zeta FC - Los Angeles Force - Maryland Bobcats FC - Michigan Stars FC - Savannah Clovers FC USL1 - Central Valley Fuego FC - Charlotte Independence - Chattanooga Red Wolves SC - Forward Madison FC - Greenville Triumph SC - Lexington SC - Northern Colorado Hailstorm FC - One Knoxville SC - Richmond Kickers - South Georgia Tormenta FC - Spokane Velocity - Union Omaha | - Birmingham Legion FC - Detroit City FC - El Paso Locomotive FC - Hartford Athletic - Indy Eleven - Las Vegas Lights FC - Loudoun United FC - Louisville City FC - Memphis 901 FC - Miami FC - Monterey Bay FC - New Mexico United - North Carolina FC - Oakland Roots SC - Rhode Island FC - FC Tulsa | - Charleston Battery - Colorado Springs Switchbacks FC - Orange County SC - Phoenix Rising FC - Pittsburgh Riverhounds SC - Sacramento Republic FC - San Antonio FC - Tampa Bay Rowdies | - Atlanta United FC - FC Dallas - Houston Dynamo FC - Los Angeles FC - Real Salt Lake - San Jose Earthquakes - Seattle Sounders FC - Sporting Kansas City |

### Premios
| Logro                               | Premio   |
| ----------------------------------- | -------- |
| $: Avance de ronda (según división) | $25 000  |
| $$: Subcampeón                      | $100 000 |
| $$$: Campeón                        | $300 000 |

## Primera ronda
En esta ronda ingresaron un total de 63 equipos de la categorías amateurs USCS, USASA, USSSA, NPSL, USL2, NISA, USL1 y MLS Next Pro. El sorteo completo de la Primera Ronda, incluyendo la fecha y los horarios se anunció el 2 de marzo. Los partidos se jugaron entre el 19 y 21 de marzo de 2024.
El 18 de marzo de 2024, se anunció que Georgia Lions había perdido su partido de Primera Ronda ante Apotheos FC
| Equipo 1                  | Resultado    | Equipo 2                       |
| ------------------------- | ------------ | ------------------------------ |
| Chattanooga FC            | 0–1          | Miami United FC                |
| Brave SC                  | 0–2          | Savannah Clovers FC            |
| Vermont Green FC          | 4–3          | Lexington SC                   |
| Forward Madison FC        | 2–0          | Duluth FC                      |
| West Chester United SC    | 0–2          | Maryland Bobcats FC            |
| South Georgia Tormenta FC | 1–0          | FC America CFL Spurs           |
| Tulsa Athletic            | 1–4          | Northern Colorado Hailstorm FC |
| Austin FC II              | 2–2 (3–4 p.) | Foro SC                        |
| Portland Timbers 2        | 1–2          | El Farolito SC                 |
| Richmond Kickers          | 1–0          | Christos FC                    |
| AS Frenzi                 | 2–3          | Club de Lyon                   |
| SC United Bantams         | 0–1          | Greenville Triumph SC          |
| Asheville City SC         | 0–2          | One Knoxville SC               |
| Apotheos FC               | w/o          | Georgia Lions FC               |
| New York Red Bulls II     | 5–1          | Hudson Valley Hammers          |
| Chicago Fire FC II        | 6–0          | Chicago City SC                |
| Chicago House AC          | 0–3          | Minnesota United FC 2          |
| FC Folsom                 | 1–2          | Central Valley Fuego FC        |
| Irvine Zeta FC            | 1–0          | SC MesoAmerica                 |
| Los Angeles Force         | 2–1          | Redlans FC                     |
| Ballard FC                | 0–1          | Spokane Velocity               |
| Capo FC                   | 2–2 (4–5 p.) | Des Moines Menace              |
| Steel City FC             | 0–1          | Michigan Stars FC              |
| FC Motown                 | 0–3          | New York City FC II            |
| Chattanooga Red Wolves SC | 4–2 (t. s.)  | Brockton FC United             |
| Crown Legacy FC           | 0–1          | South Carolina United Heat     |
| Western Mass Pioneers     | 0–4          | Union Omaha                    |
| Vereinigung Erzgebirge    | 0–2          | Charlotte Independence         |
| Carolina Core FC          | 3–2          | NoVa FC                        |
| Lubbock Matadors SC       | 2–1 (t. s.)  | Arizona Monsoon FC             |
| Colorado Rapids 2         | 3–0          | Azteca FC                      |
| Ventura County FC         | 2–1          | Irvine Zeta FC 2               |

## Segunda ronda
En esta ronda participaron los 32 ganadores de la primera ronda. El sorteo completo incluidas las fechas y horarios fue anunciado el 22 de marzo. Los partidos se jugaron entre el 2 y 3 de abril de 2024.
| Equipo 1                  | Resultado    | Equipo 2                       |
| ------------------------- | ------------ | ------------------------------ |
| Richmond Kickers          | 5–2          | Maryland Bobcats FC            |
| Charlotte Independence    | 0–0 (4-3 p.) | South Carolina United Heat     |
| New York City FC II       | 4–2          | New York Red Bulls II          |
| Lubbock Matadors SC       | 2–0          | Foro SC                        |
| Minnesota United FC 2     | 0–2 (t. s.)  | Michigan Stars FC              |
| Central Valley Fuego FC   | 1–2          | El Farolito SC                 |
| Miami United FC           | 2–0          | Club de Lyon                   |
| South Georgia Tormenta FC | 4–0          | Savannah Clovers FC            |
| One Knoxville SC          | 2–3 (t. s.)  | Greenville Triumph SC          |
| Vermont Green FC          | 1–2          | Carolina Core FC               |
| Apotheos FC               | 0–1          | Chattanooga Red Wolves SC      |
| Chicago Fire FC II        | 2–0          | Forward Madison FC             |
| Union Omaha               | 3–1          | Des Moines Menace              |
| Colorado Rapids 2         | 2–3 (t. s.)  | Northern Colorado Hailstorm FC |
| Ventura County FC         | 0–3          | Irvine Zeta FC                 |
| Spokane Velocity FC       | 1–0          | Los Angeles Force              |

## Tercera ronda
En esta ronda participaron un total de 32 equipos, los 16 ganadores de la segunda ronda y 16 entrantes de la USL Championship. El sorteo completo incluidas las fechas y horarios fue anunciado el 4 de abril. Los partidos se jugaron entre el 16 y 17 de abril de 2024.

#### Grupos
| Región Noreste                                                               | Región Atlántica                                                      | Región Sureste                                                    | Región Sur                                                                              | Región Norte                                                     | Región del Medio Oeste                                                                                          | Región Oeste                                                                                           |
| ---------------------------------------------------------------------------- | --------------------------------------------------------------------- | ----------------------------------------------------------------- | --------------------------------------------------------------------------------------- | ---------------------------------------------------------------- | --- | --- |
| Charlotte Independence Hartford Athletic New York City FC II Rhode Island FC | Carolina Core FC Loudoun United FC North Carolina FC Richmond Kickers | Memphis 901 FC Miami FC Miami United FC South Georgia Tormenta FC | Birmingham Legion FC Chattanooga Red Wolves SC Greenville Triumph SC Louisville City FC | Chicago Fire FC II Detroit City FC Indy Eleven Michigan Stars FC | El Paso Locomotive FC FC Tulsa Lubbock Matadors SC New Mexico United Northern Colorado Hailstorm FC Union Omaha | El Farolito SC Irvine Zeta FC Las Vegas Lights FC Monterey Bay FC Oakland Roots SC Spokane Velocity FC |

#### Llaves
| Equipo 1               | Resultado    | Equipo 2                       |
| ---------------------- | ------------ | ------------------------------ |
| Louisville City FC     | 3–1          | Greenville Triumph SC          |
| Detroit City FC        | 1–0          | Michigan Stars FC              |
| Charlotte Independence | 4–4 (5-4 p.) | Rhode Island FC                |
| New Mexico United      | 3–1          | Lubbock Matadors SC            |
| Oakland Roots SC       | 2–1 (t. s.)  | El Farolito SC                 |
| Hartford Athletic      | 2–3 (t. s.)  | New York City FC II            |
| North Carolina FC      | 1–0          | Carolina Core FC               |
| Memphis 901 FC         | 2–0          | Miami United FC                |
| Richmond Kickers       | 0–0 (4–5 p.) | Loudoun United FC              |
| Miami FC               | 2–4          | South Georgia Tormenta FC      |
| FC Tulsa               | 2–1          | Northern Colorado Hailstorm FC |
| Birmingham Legion FC   | 4–2 (t. s.)  | Chattanooga Red Wolves SC      |
| Chicago Fire FC II     | 0–1          | Indy Eleven                    |
| Union Omaha            | 0–0 (5–3 p.) | El Paso Locomotive FC          |
| Monterey Bay FC        | 2–1          | Irvine Zeta FC                 |
| Las Vegas Lights FC    | 2–1 (t. s.)  | Spokane Velocity FC            |

## Cuarta ronda
En esta ronda participaron un total de 32 equipos, 16 ganadores de la tercera ronda, los 8 equipos restantes del USL Championship y los 8 equipos de la Major League Soccer. El sorteo de la Cuarta ronda y Octavos de final se anunció el 18 de abril. Los partidos se jugaron entre el 7 y 8 de mayo de 2024.

### Grupos
| División Alonso                                                                       | División Gonsalves                                              | División Hakala–Nolan                                               | División LeToux                                                            | División Lopez                                                               | División Mark                                                         | División Onstad                                              | División Watson                                                                      |
| ------------------------------------------------------------------------------------- | --------------------------------------------------------------- | ------------------------------------------------------------------- | -------------------------------------------------------------------------- | ---------------------------------------------------------------------------- | --------------------------------------------------------------------- | ------------------------------------------------------------ | ------------------------------------------------------------------------------------ |
| Atlanta United FC Charleston Battery Charlotte Independence South Georgia Tormenta FC | Birmingham Legion FC FC Dallas Memphis 901 FC Tampa Bay Rowdies | FC Tulsa Pittsburgh Riverhounds SC Sporting Kansas City Union Omaha | Louisville City FC North Carolina FC Phoenix Rising FC Seattle Sounders FC | Monterey Bay FC Oakland Roots SC Sacramento Republic FC San Jose Earthquakes | Las Vegas Lights FC Los Angeles FC Loudoun United FC Orange County SC | Detroit City FC Houston Dynamo FC Indy Eleven San Antonio FC | Colorado Springs Switchbacks FC New Mexico United New York City FC II Real Salt Lake |

### Llaves
| Equipo 1                  | Resultado     | Equipo 2                        |
| ------------------------- | ------------- | ------------------------------- |
| Charleston Battery        | 3–2 (t. s.)   | South Georgia Tormenta FC       |
| Atlanta United FC         | 3–0           | Charlotte Independence          |
| Tampa Bay Rowdies         | 6–4 (t. s.)   | Birmingham Legion FC            |
| FC Dallas                 | 1–0           | Memphis 901 FC                  |
| Union Omaha               | 1–2 (t. s.)   | Sporting Kansas City            |
| Pittsburgh Riverhounds SC | 0–1           | FC Tulsa                        |
| Seattle Sounders          | 2–2 (5–4 p.)  | Louisville City FC              |
| North Carolina FC         | 1–2 (t. s.)   | Phoenix Rising FC               |
| Sacramento Republic FC    | 2–0           | Monterey Bay FC                 |
| San Jose Earthquakes      | 1–0           | Oakland Roots SC                |
| Las Vegas Lights FC       | 1–3           | Los Angeles FC                  |
| Orange County SC          | 1–2           | Loudoun United FC               |
| Indy Eleven               | 2–0           | San Antonio FC                  |
| Houston Dynamo            | 3–3 (9–10 p.) | Detroit City FC                 |
| New York City FC II       | 1–0           | Colorado Springs Switchbacks FC |
| New Mexico United         | 4–2           | Real Salt Lake                  |

## Fase final

### Cuadro de desarrollo
|  | Octavos de final     | Octavos de final  |                      |       | Cuartos de final | Cuartos de final |  |  | Semifinales       | Semifinales       |  |  | Final            | Final            |
|  | 21 y 22 de mayo      | 21 y 22 de mayo   |                      |       | 9 y 10 de julio  | 9 y 10 de julio  |  |  | 27 y 28 de agosto | 27 y 28 de agosto |  |  | 25 de septiembre | 25 de septiembre |
|  |                      |                   |                      |       |                  |                  |  |  |                   |                   |  |  |                  |                  |
|  |                      |                   |                      |       |                  |                  |  |  |                   |                   |  |  |                  |                  |
|  |                      |                   |                      |       |                  |                  |  |  |                   |                   |  |  |                  |                  |
|  | Sporting Kansas City | 4                 |                      |       |                  |                  |  |  |                   |                   |  |  |                  |                  |
|  | Sporting Kansas City | 4                 |                      |       |                  |                  |  |  |                   |                   |  |  |                  |                  |
|  | FC Tulsa             | 0                 |                      |       |                  |                  |  |  |                   |                   |  |  |                  |                  |
|  | FC Tulsa             | 0                 | Sporting Kansas City | 2     |                  |                  |  |  |                   |                   |  |  |                  |                  |
|  |                      |                   |                      | 2     |                  |                  |  |  |                   |                   |  |  |                  |                  |
|  |                      | FC Dallas         | 1                    |       |                  |                  |  |  |                   |                   |  |  |                  |                  |
|  | Tampa Bay Rowdies    | FC Dallas         | 1                    | 1     |                  |                  |  |  |                   |                   |  |  |                  |                  |
|  | Tampa Bay Rowdies    |                   |                      | 1     |                  |                  |  |  |                   |                   |  |  |                  |                  |
|  | FC Dallas            | 2                 |                      |       |                  |                  |  |  |                   |                   |  |  |                  |                  |
|  | FC Dallas            | 2                 | Sporting Kansas City | 2     |                  |                  |  |  |                   |                   |  |  |                  |                  |
|  |                      |                   |                      | 2     |                  |                  |  |  |                   |                   |  |  |                  |                  |
|  |                      | Indy Eleven       | 0                    |       |                  |                  |  |  |                   |                   |  |  |                  |                  |
|  | Charlestton Battery  | Indy Eleven       | 0                    | 0 (4) |                  |                  |  |  |                   |                   |  |  |                  |                  |
|  | Charlestton Battery  |                   |                      | 0 (4) |                  |                  |  |  |                   |                   |  |  |                  |                  |
|  | Atlanta United       | 0 (5)             |                      |       |                  |                  |  |  |                   |                   |  |  |                  |                  |
|  | Atlanta United       | 0 (5)             | Atlanta United       | 1     |                  |                  |  |  |                   |                   |  |  |                  |                  |
|  |                      |                   |                      | 1     |                  |                  |  |  |                   |                   |  |  |                  |                  |
|  |                      | Indy Eleven       | 2                    |       |                  |                  |  |  |                   |                   |  |  |                  |                  |
|  | Indy Eleven          | Indy Eleven       | 2                    | 3     |                  |                  |  |  |                   |                   |  |  |                  |                  |
|  | Indy Eleven          |                   |                      | 3     |                  |                  |  |  |                   |                   |  |  |                  |                  |
|  | Detroit FC           | 0                 |                      |       |                  |                  |  |  |                   |                   |  |  |                  |                  |
|  | Detroit FC           | 0                 | Sporting Kansas City | 1     |                  |                  |  |  |                   |                   |  |  |                  |                  |
|  |                      |                   |                      | 1     |                  |                  |  |  |                   |                   |  |  |                  |                  |
|  |                      | Los Angeles FC    | 3                    |       |                  |                  |  |  |                   |                   |  |  |                  |                  |
|  | Sacramento Republic  | Los Angeles FC    | 3                    | 4     |                  |                  |  |  |                   |                   |  |  |                  |                  |
|  | Sacramento Republic  |                   |                      | 4     |                  |                  |  |  |                   |                   |  |  |                  |                  |
|  | San Jose Earthquakes | 3                 |                      |       |                  |                  |  |  |                   |                   |  |  |                  |                  |
|  | San Jose Earthquakes | 3                 | Sacramento Republic  | 1     |                  |                  |  |  |                   |                   |  |  |                  |                  |
|  |                      |                   |                      | 1     |                  |                  |  |  |                   |                   |  |  |                  |                  |
|  |                      | Seattle Sounders  | 2                    |       |                  |                  |  |  |                   |                   |  |  |                  |                  |
|  | Seattle Sounders     | Seattle Sounders  | 2                    | 2     |                  |                  |  |  |                   |                   |  |  |                  |                  |
|  | Seattle Sounders     |                   |                      | 2     |                  |                  |  |  |                   |                   |  |  |                  |                  |
|  | Phoenix Rising       | 1                 |                      |       |                  |                  |  |  |                   |                   |  |  |                  |                  |
|  | Phoenix Rising       | 1                 | Seattle Sounders     | 0     |                  |                  |  |  |                   |                   |  |  |                  |                  |
|  |                      |                   |                      | 0     |                  |                  |  |  |                   |                   |  |  |                  |                  |
|  |                      | Los Angeles FC    | 1                    |       |                  |                  |  |  |                   |                   |  |  |                  |                  |
|  | Los Angeles FC       | Los Angeles FC    | 1                    | 3     |                  |                  |  |  |                   |                   |  |  |                  |                  |
|  | Los Angeles FC       |                   |                      | 3     |                  |                  |  |  |                   |                   |  |  |                  |                  |
|  | Loudoun United       | 0                 |                      |       |                  |                  |  |  |                   |                   |  |  |                  |                  |
|  | Loudoun United       | 0                 | Los Angeles FC       | 3     |                  |                  |  |  |                   |                   |  |  |                  |                  |
|  |                      |                   |                      | 3     |                  |                  |  |  |                   |                   |  |  |                  |                  |
|  |                      | New Mexico United | 1                    |       |                  |                  |  |  |                   |                   |  |  |                  |                  |
|  | New York City FC II  | New Mexico United | 1                    | 0     |                  |                  |  |  |                   |                   |  |  |                  |                  |
|  | New York City FC II  |                   |                      | 0     |                  |                  |  |  |                   |                   |  |  |                  |                  |
|  | New Mexico United    | 3                 |                      |       |                  |                  |  |  |                   |                   |  |  |                  |                  |
|  | New Mexico United    | 3                 |                      |       |                  |                  |  |  |                   |                   |  |  |                  |                  |

### Octavos de final
En esta ronda participaron un total de 16 equipos, todos ganadores de la cuarta ronda. Los partidos se jugaron entre el 21 y 22 de mayo de 2024.
| 21 de mayo | Charleston Battery                                      | 0 – 0 (t. s.)(4 – 5 p.)    | Atlanta United FC                                       | Patriots Point Soccer Complex, Mount Pleasant         |                                                       |
| 19:00 EDT  |                                                         |                            |                                                         | Asistencia: 5000 espectadores Árbitro(s): Fabio Tovar | Asistencia: 5000 espectadores Árbitro(s): Fabio Tovar |
|            |                                                         | Tiros desde el punto penal |                                                         |                                                       |                                                       |
|            | Rodríguez · Conway · Myers · Smith · Gutiérrez · Molloy |                            | Lennon · Ríos · Slisz · Hernández · Firmino · Gregersen |                                                       |                                                       |

| 21 de mayo | New York City FC II | 0 – 3 | New Mexico United                         | Belson Stadium, Nueva York                                  |                                                             |
| 19:30 EDT  |                     |       | - Flanagan 50' - Maples 65' - Herbert 86' | Asistencia: 534 espectadores Árbitro(s): Joshua Encarnación | Asistencia: 534 espectadores Árbitro(s): Joshua Encarnación |

| 21 de mayo | Sporting Kansas City                              | 4 – 0 | FC Tulsa | Children's Mercy Park, Kansas                              |                                                            |
| 19:30 CDT  | - Hernández 38', 63' - Afrifa 45+3' - Tzionis 65' |       |          | Asistencia: 10 088 espectadores Árbitro(s): Jorge González | Asistencia: 10 088 espectadores Árbitro(s): Jorge González |

| 21 de mayo | Sacramento Republic FC                                | 4 – 3 (t. s.) | San Jose Earthquakes                   | Heart Health Park, Sacramento                           |                                                         |
| 19:00 PDT  | - Phillips 17', 38' - Luis Felipe 106' - Herrera 107' |               | - Judd 11' - Espinoza 80' - López 100' | Asistencia: 5817 espectadores Árbitro(s): Allen Chapman | Asistencia: 5817 espectadores Árbitro(s): Allen Chapman |

| 21 de mayo | Los Angeles FC                         | 3 – 0 | Loudoun United FC | BMO Stadium, Los Ángeles                                |                                                         |
| 19:30 PDT  | - Tillman 8' - Olivera 52' - Ángel 61' |       |                   | Asistencia: 4689 espectadores Árbitro(s): Geoff Cameron | Asistencia: 4689 espectadores Árbitro(s): Geoff Cameron |

| 22 de mayo | Indy Eleven                                         | 3 – 0 | Detroit City FC | IU Michael A. Carroll Track & Soccer Stadium, Indianápolis |                          |
| 19:00 EDT  | - S. Carroll 14' (a.g.) - Williams 33' - Ofeimu 36' |       |                 | Árbitro(s): Yosuke Araki                                   | Árbitro(s): Yosuke Araki |

| 22 de mayo | Tampa Bay Rowdies  | 1 – 2   | FC Dallas                      | Al Lang Stadium, St. Petersburg                          |                                                          |
| 19:30 EDT  | - Pérez 85' (pen.) | Reporte | - Delgado 15' - Farrington 26' | Asistencia: 1862 espectadores Árbitro(s): Guido González | Asistencia: 1862 espectadores Árbitro(s): Guido González |

| 22 de mayo | Seattle Sounders                       | 2 – 1 | Phoenix Rising FC     | Starfire Sports, Tukwila                                 |                                                          |
| 19:30 PDT  | - Roldán 68' (pen.) - Kossa-Rienzi 88' |       | - Cabral 45+5' (pen.) | Asistencia: 3314 espectadores Árbitro(s): Brandon Stevis | Asistencia: 3314 espectadores Árbitro(s): Brandon Stevis |

### Cuartos de final
En esta ronda participaron un total de 8 equipos, todos ganadores de los octavos de final. Los partidos se jugaron entre el 9 y 10 de julio de 2024.
| 9 de julio | Atlanta United FC | 1 – 2 | Indy Eleven                         | Fifth Third Bank Stadium, Kennesaw                          |                                                             |
| 19:00 EDT  | - Firmino 90+2'   |       | - Williams 31' - McCarty 83' (a.g.) | Asistencia: 2417 espectadores Árbitro(s): Sergii Demianchuk | Asistencia: 2417 espectadores Árbitro(s): Sergii Demianchuk |

| 9 de julio | Sacramento Republic | 1 – 2 | Seattle Sounders           | Heart Health Park, Sacramento                         |                                                       |
| 20:00 PDT  | - Herrera 49'       |       | - Atencio 16' - Morris 31' | Asistencia: 11 569 espectadores Árbitro(s): Ted Unkel | Asistencia: 11 569 espectadores Árbitro(s): Ted Unkel |

| 10 de julio | Sporting Kansas City      | 2 – 1 (t. s.) | FC Dallas  | Children's Mercy Park, Kansas City                       |                                                          |
| 20:00 CDT   | - Agada 77' - Rosero 111' |               | - Musa 86' | Asistencia: 12 943 espectadores Árbitro(s): Timothy Ford | Asistencia: 12 943 espectadores Árbitro(s): Timothy Ford |

| 10 de julio | Los Angeles FC                           | 3 – 1 | New Mexico United | BMO Stadium, Los Ángeles                                |                                                         |
| 20:00 PDT   | - Tillman 6' - Martínez 37' - Bogusz 77' |       | - Hurst 57'       | Asistencia: 7846 espectadores Árbitro(s): Allen Chapman | Asistencia: 7846 espectadores Árbitro(s): Allen Chapman |

### Semifinales
En esta ronda participaron un total de 4 equipos, todos ganadores de los cuartos de final. Los partidos se jugaron entre el 27 y 28 de agosto de 2024.
| 27 de agosto | Sporting Kansas City                | 2 – 0 | Indy Eleven | Children's Mercy Park, Kansas City                          |                                                             |
| 19:00 CDT    | - Russell 14' - Rosero Valencia 35' |       |             | Asistencia: 10 812 espectadores Árbitro(s): Rosendo Mendoza | Asistencia: 10 812 espectadores Árbitro(s): Rosendo Mendoza |

| 28 de agosto | Seattle Sounders | 0 – 1 | Los Angeles FC       | Starfire Sports, Tukwila                                 |                                                          |
| 19:00 CDT    |                  |       | - Bouanga 83' (pen.) | Asistencia: 4109 espectadores Árbitro(s): Ricardo Fierro | Asistencia: 4109 espectadores Árbitro(s): Ricardo Fierro |

### Final
En esta ronda participaron los 2 ganadores de semifinales. El partido se jugó el 25 de septiembre de 2024.
| 25 de septiembre | Los Angeles FC                           | 3 – 1 (t. s.) | Sporting Kansas City | BMO Stadium, Los Ángeles                                       |                                                                |
| 19:30 PDT        | - Giroud 53' - Campos 102' - Kamara 109' |               | - Thommy 60'         | Asistencia: 22 214 espectadores Árbitro(s): Armando Villarreal | Asistencia: 22 214 espectadores Árbitro(s): Armando Villarreal |

|                                    |
|                                    |
| Campeón Los Angeles FC 1.er título |

## Derechos de transmisión
TNT Sports tiene los derechos para transmitir la U.S. Open Cup de 2023 a 2030, como parte de un acuerdo de derechos de medios más amplio con la Federación de Fútbol de los Estados Unidos. Todos los juegos hasta los Octavos de final se transmitieron en los sitios web de US Soccer, United Soccer League y Major League Soccer. Todos los juegos desde los cuartos de final hasta la final se transmitirán en el MLS Season Pass en Apple TV+.